# Jan Dolczewski
Jan Jacek Dolczewski (Leszno, 11 luglio 1948) è un ex cestista polacco.

## Carriera
Con la Polonia ha disputato i Giochi olimpici di Monaco 1972 e tre edizioni dei Campionati europei (1969, 1971, 1973).

## Palmarès
- Campionato polacco: 1

Legia Varsavia: 1968-69
- Coppa di Polonia: 1

Legia Varsavia: 1970